# Cymbalophora cohaerens
Cymbalophora cohaerens är en fjärilsart som beskrevs av O. Schultz 1905. Cymbalophora cohaerens ingår i släktet Cymbalophora och familjen björnspinnare. Inga underarter finns listade i Catalogue of Life.